# Tiếng Cơ Tu
Tiếng Cơ Tu (Katu, hoặc Katu Tây, Katu hạ), là một ngôn ngữ thuộc ngữ chi Cơ Tu trong ngữ hệ Nam Á. Đó là tiếng của người Cơ Tu cư trú ở nam Lào (tỉnh Savannakhet và Sekong) và miền Trung Việt Nam.
Tại Việt Nam, người Cơ Tu nói tiếng Cơ Tu sống chủ yếu ở Thừa Thiên Huế, vùng A Lưới, Quảng Nam, vùng Đông Giang, Tây Giang .
Tổng số người nói trong cuộc điều tra dân số năm 2015 là 28 nghìn người.
Theo điều tra dân số năm 2009, người Cơ Tu ở Việt Nam có dân số 61.588 người.

## Phân loại
Tất cả ngôn ngữ Cơ Tu được đặt ở nhóm đông nam cùng với tiếng Dak Kang và Kantu, hoặc trong nhóm đông và phân nhóm Katu-Pacoh cùng với tiếng Pa Kô và tiếng Phương.

## Các phương ngữ
Có một số phương ngữ: Kantu, Triw, Dak Kang; "Katu Thượng" là một ngôn ngữ Katu Đông riêng biệt.

## Ngữ âm

### Phụ âm
|          |           | Môi | Lợi | Ngạc cứng | Ngạc mềm | Thanh hầu |
| -------- | --------- | --- | --- | --------- | -------- | --------- |
| Tắc      | vô thanh  | p   | t   | c         | k        | ʔ         |
| Tắc      | bật hơi   | pʰ  | tʰ  | cʰ        | kʰ       |           |
| Tắc      | hữu thanh | b   | d   | ɟ         | ɡ        |           |
| Tắc      | hút vào   | ɓ   | ɗ   | ʄ         |          |           |
| Mũi      | Mũi       | m   | n   | ɲ         | ŋ        |           |
| Chảy     | r         |     | r   |           |          |           |
| Chảy     | cạnh      |     | l   |           |          |           |
| Xát      | Xát       |     | (s) |           |          | h         |
| Tiếp cận | Tiếp cận  | w   |     | j         |          |           |

- Âm /ʄ/ có thể được phát âm thành âm tắc xát tiền thanh hầu [ʔdʒ] hoặc âm lướt [ʔj].
- Âm /cʰ/ có thể biến đổi thành âm xát lợi [s].[8]

### Nguyên âm
|          | Trước | Giữa | Sau  |
| -------- | ----- | ---- | ---- |
| Đóng     | i iː  | ɨ ɨː | u uː |
| Nửa đóng | e eː  | ə əː | o oː |
| Nửa mở   | ɛ ɛː  | ʌ ʌː | ɔ ɔː |
| Mở       |       | a aː | ɒ ɒː |

- Các nguyên âm đôi bao gồm /ia, ɨa, ua/.[9]